# Evita Muñoz
Evita Muñoz Chachita (Orizaba, 26 de novembro de 1936 – Cidade do México, 23 de agosto de 2016) foi uma atriz e dubladora mexicana.

## Filmografia

### Cinema
- El secreto del sacerdote (1941) - Martita
- ¡Ay Jalisco, no te rajes! (1941)
- ¡Qué lindo es Michoacán! (El paraíso de México)  (1943)
- Morenita clara (1943) - Morenita Clara
- La pequeña madrecita (1944)
- La hija del payaso (1946)
- ¡Qué verde era mi padre! (1947)
- Chachita la de Triana (1947) - Chachita y Carlitos
- Yo vendo unos ojos negros (1947)
- Nosotros los pobres (1947) - Chachita
- Ustedes los ricos (1948) - Chachita
- Guardián, el perro salvador (1948)
- La hija de la otra (1950)
- Las dos huerfanitas (1950)
- El Cristo de mi cabecera (1951)
- Los hijos de la calle (1951) - Elvira
- Los pobres siempre van al Cielo (1951)
- La hija de la otra (1951)
- Una calle entre tú y yo (1952)
- Pepe El Toro (1952) - Chachita
- Padre Nuestro (1953)
- La locura del Rock ´n Roll (1956)
- Así era Pancho Villa (1957)
- El hombre que me gusta (1958) - Serafica
- Bajo el cielo de México (1958) - Flor
- Mis padres se divorcian (1959)
- Mi niño, mi caballo y yo (1959)
- En cada feria un amor (1961)
- Dos tontos y un loco (1961)
- Gigantes planetarios (1965)
- El dengue del amor (1965)
- Cuando el diablo sopla (1966)
- La muerte es puntual (1967)
- La hermana Trinquete (1969)
- Faltas a la moral (1969)
- Cayó de la gloria el diablo (1971)
- Peluquero de señoras (1973)
- El padrino... es mi compadre (1974)
- La palomilla al rescate (1977)
- Las musiqueras (1981)
- La casa prohibida (1981)
- Vividores de mujeres (1981)
- El barrendero (1981)
- Los fayuqueros de Tepito (1982)
- El que no Corre... Vuela (1982) - Chonita
- En el camino andamos (1983)
- Máscara contra bikini (1984)
- Los humillados (1984)
- Romancing the Stone (1984)
- Hermelinda Linda (film) (1984) - Hermelinda Linda
- El sinaloense (1985)
- Agente 0013: Hermelinda Linda 2 (film) (1986) - Hermelinda Linda
- Día de madres (1988)
- Dos machos que ladran no muerden (1988)
- De lengua, me como un plato (1990)
- Cambiando el destino (1992)
- Serafín: La película (2001) (voz) - Coco
- Descubriendo a los Robinsons (2007) (voz) - Dra. K

### Televisão

#### Séries
- Nosotros los Gómez (1986) - «Chachita» Gómez
- Dos mujeres en mi casa (1984) - «Chachita»
- Un hombre y una mujer (1974)
- Las comadres
- Adivine mi chamba
- ¡Acción! de Kodak
- Estrellas de Palmolive (1964)
- Estudio Raleigh (1964)
- El Estudio de Paco Malgesto, patrocinado por pilas Eveready

#### Telenovelas
- Gutierritos (1958)
- Corona de lágrimas (1964)
- El amor tiene cara de mujer (1971)
- Mundo de juguete (1974-1977) - Hermana Carmela / Tía Bladimira
- Ángeles sin paraíso (1992-1993) - Mamá Chonita
- Bendita mentira (1996) - Goya
- Gotita de amor (1998) - Lolita
- Serafín (1999) - Voz de la Lámpara "Coco"
- Nunca te olvidaré (1999) - Benita
- Alma rebelde (1999) - Berenice
- Siempre te amaré (2000) - Estellita
- Contra viento y marea (2005) - Cruz
- Cuidado con el ángel (2008-2009) - Candelaria
- Qué bonito amor (2012-2013) - Doña Prudencia

### Teatro
- (194?) La Llorona
- (195?) Za-Zá
- (195?) Don Quintín
- (1957) Fin de semana (Hay fever), de Noel Coward.
- (1957) La casa de la primavera, de Fernand Millaud - Yolanda Lambert
- (1958) Mujercitas, de Louisa May Alcott - Jo March
- (1959) Las cosas simples, de Héctor Mendoza.
- (1962) Despedida de soltera, de Alfonso Anaya B.
- (1964) El segundo aire de mama y papa, de Alfonso Paso.
- (1966) Le pondremos talco al niño, de Jean de Letraz
- (1967) Baby shower. Una fiesta embarazosa - Eugenia
- (1972) Doce mil pesos por mi mujer - Carmen
- (1974) Dos naufragos tras el pescado (La pequeña choza), de André Roussin.
- (1976) Travesuras de medianoche, de Anthony Marriot - Mónica Johnson.
- (1977) Se armó la gorda (Melocotón en almíbar), de Miguel Mihura.
- (1979) Espíritu travieso (Blithe sprit), de Noël Coward - Madame, en el Teatro de los Insurgentes.
- (1980) Vidas privadas (Private lives), de Noël Coward.
- (1981) El médico a palos (Le médecin malgré lui), de Jean Baptiste Poquelin "Molière"
- (1982) Cueros y pieles, de Ray Cooney.
- (1983) Los amores criminales de las vampiras Morales, de Hugo Argüelles - Rosa Fulvia
- (1984) Las modelos de Chachita
- (1986) Vengan corriendo que les tengo un muerto, de Varelita.
- (2001) Máscara contra cabellera, de Víctor Hugo Rascón Banda, en el Teatro Blanquita.

### Radionovelas
- Aventuras de una niña
- Del otro lado